# Мерл Пертіль
Мерл Пертіль (англ. Merle Pertile; 23 листопада 1941, Вітт'єр, Каліфорнія, США — 21 лютого 1997, Каліфорнія
, США) — американська фотомодель та телеакторка. Була Playboy Playmate часопису «Playboy» за січень 1962 року.

## Життєпис
Мерл зростала в штатах Індіана та Іллінойс, а потім переїхала в Лос-Анджелес, де уклала контракт з Universal Studios. Вона з'явилася у другому сезоні телесеріалу Playboy's Penthouse (1960—1961). Там Пертіль познайомилася з Г'ю Гефнером. У січні 1962 року дівчина була Playmate журналу Playboy. Вона також знялась у телесеріалі «Прапорщик О'Тул».
Мерл Пертіль померла в 55-річному віці 21 лютого 1997 року. В результаті ускладнень операції на серці вона померла, не приходячи в себе.